# Ricengo
Ricengo är en ort och kommun i provinsen Cremona i regionen Lombardiet i Italien. Kommunen hade 1 731 invånare (2018).